# Міністерство оборони Російської Федерації
Міністерство оборони Російської Федерації (Міноборони Росії) — федеральний орган виконавчої влади (федеральне міністерство), який проводить військову політику та здійснює державне управління в області оборони РФ.
Утворено Указом Президента Російської Федерації 16 березня 1992 на базі колишніх структур Збройних Сил СРСР розташованих на території Російської Федерації. Юридично правонаступництва до Міністерству оборони СРСР (МО СРСР) не має.
Через вторгнення Росії в Україну в лютому 2022 року Міністерство оборони Російської Федерації було внесено до санкційного списку Євросоюзу. 3 березня 2022 року Міноборони РФ внесено до санкційних списків США.
Також Міноборони Рф перебуває в санкційних списках Канади, Швейцарії, України та Японії.

## Введення

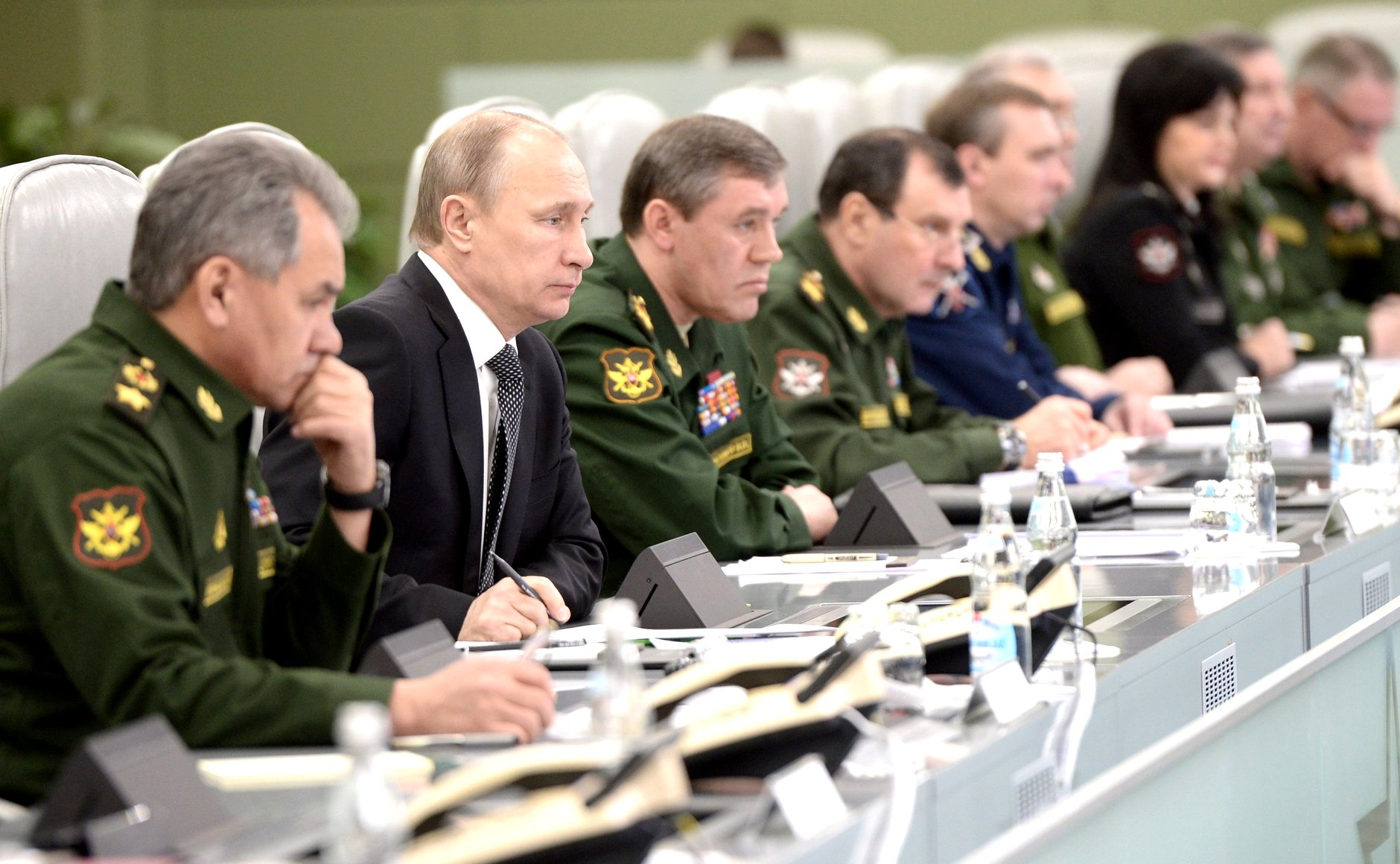
Президент Росії Володимир Путін з керівництвом Міноборони Росії, квітень 2015 року

8 грудня 1991 року, главами трьох союзних республік Борисом Єльциним (РРФСР), Станіславом Шушкевичем (Білоруська РСР) і Леонідом Кравчуком (Українська РСР) була підписана Угода про створення Співдружності Незалежних Держав (відома як Біловезька угода), де говорилося про припинення існування Союзу Радянських Соціалістичних Республік (СРСР) як «суб'єкта міжнародного права та геополітичної реальності». 21 грудня державами-учасницями щойно створеного СНД було підписано протокол про тимчасове покладення на останнього міністра оборони СРСР маршала авіації Шапошникова командування збройними силами на їх території, в тому числі стратегічними ядерними силами. 14 лютого 1992 він формально став Верховним головнокомандувачем Об'єднаними збройними силами СНД, а МО СРСР перетворено в Главкомат ОВС СНД. Управління збройними силами в перехідний період до серпня 1993 знаходилося під управлінням Головного командування Об'єднаних Збройних Сил СНД.
В силу особливості організації міністерства слід відрізняти поняття терміна Міноборони Росії: а) центральний орган виконавчої влади, структурно представляє з себе адміністративне відомство — центральний апарат міністерства, головний орган військового управління;
б) система міністерства — сукупність формувань та організацій, що входять в структуру міністерства.
В системі органів військового управління держави Міноборони Росії є державним виконавчим органом державної адміністрації, органом управління Збройними Силами Росії; очолюється Міністром оборони Російської Федерації; керується Верховним Головнокомандувачем Збройними силами Російської Федерації; має виконавчі органи у складі органів військового управління, інших органів та підвідомчих організацій; є внутрішньодержавною установою, мілітаризованим формальним політичним соціальним некомерційним утворенням, що надає послуги в галузі оборони.
Код номерних знаків транспортних засобів Міноборони Росії — 35.
Штатна чисельність цивільного персоналу центрального апарату на 2012 становить 2 629 осіб.

## Історія

### Міністри
До 1991 — див. Глави військового відомства СРСР
- 20 серпня — 9 вересня 1991 — генерал-полковник (до 24 серпня 1991), генерал армії Кобець Костянтин Іванович
- 16 березня — 18 травня 1992 — Єльцин Борис Миколайович (в. о.)
- 18 травня 1992 — 18 червня 1996 — генерал армії Грачов Павло Сергійович
- 22 вересня 1993 — 4 жовтня 1993 — генерал-полковник Ачалов Владислав Олексійович (під час політичної кризи)
- 18 червня 1996 — 24 липня 1996 — генерал армії Колесніков Михайло Петрович (і. о., звільнений від виконання обов'язків спеціальним Указом Президента РФ)
- 17 липня 1996 — 22 травня 1997 — генерал-полковник (до 5 Жовтень 1996), генерал армії (з 11 грудня 1996 — в запасі) Родіонов Ігор Миколайович
- 22 травня — 23 травня 1997 — генерал армії Сергєєв Ігор Дмитрович (і. о.)
- 23 травня 1997 — 28 березня 2001 — генерал армії (до 1997), Маршал Російської Федерації Сергєєв Ігор Дмитрович
- 28 березня 2001 — 15 лютого 2007 — Іванов Сергій Борисович
- 15 лютий 2007 — 6 листопада 2012 — Сердюков Анатолій Едуардович
- 6 листопада 2012 - 12 травня 2024 — генерал армії Шойгу Сергій Кужугетович
- 14 травня 2024 - наш час - Бєлоусов Андрій Ремович[5]